# 德蘭西 (紐約州)
德蘭西（英語：Delancey）是位於美國紐約州特拉華縣的非建制地區。

## 歷史
德蘭西的郵局自1891年營運至今。

## 地理
德蘭西所處的海拔為高於海平面399米（即1309英呎），而該地所採用的時區為UTC-5，即北美东部时区（EST）。同時該地設有夏令時間，為UTC-5調快一小時，即UTC-4（EDT）。